# Patrones de los Viajeros

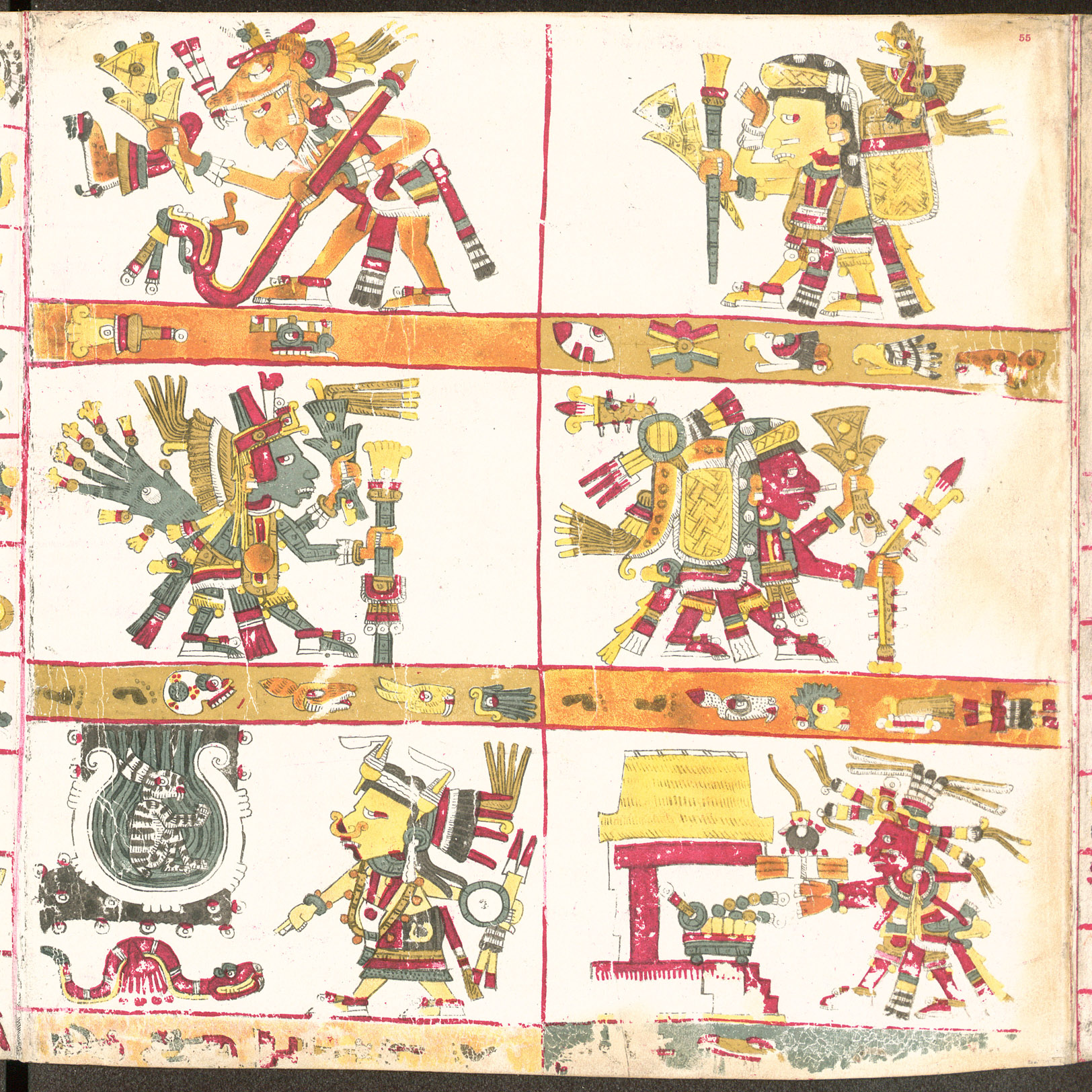
Patrones de los Viajeros; (1a) Huehuecóyotl, (1b) Zacatzontli, (2a) Yacatecuhtli, (2b) Tlacotzontli, (3a) Tlazoltéotl, (3b) Tonatiuh.

En la mitología mexica los Patrones de los Viajeros son los principales dioses que custodian los viajes.

## Lista
1. Huehuecóyotl, dios del destino y de los deseos mundanos, patrón de la adultez y de la adolescencia.
2. Zacatzontli, dios del camino diurno.
3. Yacatecuhtli, dios del comercio, de los mercaderes y del intercambio, patrón del transporte, del traslado y del desplazamiento.
4. Tlacotzontli,  dios del camino nocturno.
5. Tlazoltéotl, diosa de la lujuria y de los amores ilícitos, patrona de la incontinencia, de la lujuria, del adulterio, del sexo, de las pasiones, de la carnalidad y de las transgresiones morales.
6. Tonatiuh, dios del sol.